# Muzej betinske drvene brodogradnje
Muzej betinske drvene brodogradnje otvoren je 14. kolovoza 2015. s ciljem očuvanja i prenošenja znanja o tradicijskoj drvenoj brodogradnji. Priča o brodogradnji smještena je u kontekst vremena u kojem se razvila, temeljena na materijalnim povijesnim izvorima, te, u najvećoj mjeri, na kazivanjima brodograditelja i mještana Betine. Muzej betinske drvene brodogradnje spada u etnografske muzeje jer njeguje vrijedna saznanja o načinu života na otoku i opisuje mjesne običaje vezane uz brodogradnju, ali i u tehničke zbog svoje usredotočenosti na principe tradicijske drvene brodogradnje te očuvanja znanja o umijeću gradnje Betinska gajeta najprepoznatljivijeg tipa drvenog broda građenog u betinskim brodogradilištima.
Muzej njeguje i oživljava stara znanja i vještine, te potiče očuvanje i vrednovanje kulturne baštine otoka Murtera. Mjesna luka s privezanim drvenim brodovima – leutima, gajetama, kaićima svojevrstan je Muzej na otvorenom. Najveći broj uređenih drvenih brodova na Jadranu sa svojom tradicijskom armom (brodskom opremom) prezentacijski su dio Muzeja betinske drvene brodogradnje.

### Stalni postav
Muzej se nalazi u srcu kulturno – povijesne cjeline mjesta Betina. Stalni postav prikazuje cjelovitu priču o brodogradnji i upotrebi broda u Betini od samih početaka brodogradnje u 18. stoljeću do danas. U stvaranju stalnog postava glavna narativna vodilja pri interpretaciji muzejskih predmeta i edukacijskih pomagala bila je put od apstraktnijeg ka konkretnom i od jednostavnijeg prema složenijem. Muzejski prostor raspoređen je u šest izložbenih soba na tri etaže u dva krila zgrade i središnju galeriju. U jugoistočnom dijelu zgrade prikazano je kako je izgledao svakodnevni život kad je u njemu bio neizostavno ukorporiran brod. Poljoprivreda, ribarstvo, odlazak na prekomorske posjede ili svadbeni običaji bili su neostvarivi bez broda. Sjeverozapadni dio zgrade posvećen je brodograditeljskim umijećima, gdje nalazimo alate za crtanje brodskih linija, izradu broda i održavanje.

### Muzej na otvorenom
U neposrednoj blizini zgrade Muzeja nalazi se muzej na otvorenom - lučica u kojoj je pedesetak tradicijskih drvenih brodova. Tu se nalaze gajete, leuti, kaići i lađe. najreprezentativniji od njih nalaze se u prvom redu, opremljeni u potpunosti tradicijskim jedriljem i opremom. Zimi su na stalnom vezu u lučici, a za ljetnih mjeseci sudjeluju u brojnim regatama na latinsko jedro i veslačkim regatama.
Betinski muzej na otvorenom sadrži najveći broj drvenih malih drvenim brodova brodova na jednom mjestu.
Posebno istaknuto mjesto u mjesnoj lučici ima gajeta Cicibela, ponos betinske brodogradnje i uspješne rekonstrukcije, zaštićena kao prva gajeta na popisu pokretnih kulturnih dobara RH.

## Vanjske poveznice
- Muzej betinske drvene brodogradnje Hrvatska tehnička enciklopedija, portal hrvatske tehničke baštine. LZMK